# L'Éducation de Cupidon
L'Éducation de Cupidon ou Vénus, Mercure et Cupidon, voire L'École de l'Amour est une peinture réalisée vers 1525 par le peintre italien Le Corrège, et conservée à la National Gallery de Londres.

## Histoire
Une esquisse préparatoire en est conservée au British Museum. Vénus, Satyre et Cupidon (conservé au Musée du Louvre) semble être son pendant - ce tableau est plus grand mais L'Éducation de Cupidon a peut-être été découpé plus tard. Ils ont probablement été commandés par Nicola Maffei (vers 1487-1536) et la renommée précoce de L'Éducation de Cupidon est attestée par une copie réalisée par Girolamo Mazzola Bedoli.
Cependant, la première référence écrite aux deux peintures date de 1627, date à laquelle elles se trouvaient dans la collection Gonzague à Mantoue (les Maffei étaient étroitement liés aux Gonzague). Entre 1627 et 1628, les deux peintures ont été acquises des Gonzague par le roi Charles Ier d'Angleterre et il est attesté qu'elles se trouvaient au palais de Whitehall en 1639. Sa collection contenait également des copies du tableau et de son pendant par Peter Oliver, connus respectivement sous le nom de Venerie Coeleste (Sacred Love - Amour Sacré) et Venerie Mundano (Profane Love - Amour Profane).
Lors de la vente des biens de Charles, il a été évalué à 800 £ et vendu le 23 octobre 1651 à Thomas Bagley, un vitrier de la maison royale. Il a été acheté en 1653 par l'ambassadeur d'Espagne Alonso de Cárdenas pour 1600 escudos (400 £). Il agissait en tant qu'agent de Luis de Haro, qui avait prévu de le présenter à Philippe IV d'Espagne. Cependant, lorsque le tableau est arrivé à Madrid, Vélazquez a contesté son attribution au Corrège et Luis a décidé de le garder pour lui.
Il a été transmis par héritage au fils de Luis, Gaspar de Haro, puis à la fille de Gaspar, Catalina, épouse de Francisco Álvarez de Toledo, 10e duc d'Albe, dont la famille l'a conservé jusqu'en 1802. Cette année-là, le duché d'Albe a été hérité de la duchesse d'Albe par le 7e duc de Berwick et Liria ; ses relations ont engagé un procès contre lui, au cours duquel Charles IV d'Espagne a ordonné que le tableau soit vendu à Manuel de Godoy. De Godoy a été arrêté six ans plus tard, et le tableau a été confisqué avec le reste de ses biens par Joachim Murat, qui l'a emmené à Naples. Après la défaite et l'exécution de Murat pendant les Cent-Jours en 1815, sa veuve Caroline s'enfuit à Vienne, emportant le tableau avec elle. Plus tard cette année-là, elle le vendit au futur 3e marquis de Londonderry. En 1834, Londonderry l'a vendu à la National Gallery de Londres, où il se trouve toujours.

## Autres versions
Au moins quatre lieux d'espositions des copies de la peinture sont connus :
- L'ancienne propriété du Baron Massias à Paris ;
- La Ham House, près de Londres, possède sans doute une copie réalisée lorsque le tableau se trouvait à Londres, aujourd'hui National Trust[5]) ;
- L'ancienne propriété du baron Brukenthal à Hermannstadt (aujourd'hui au musée national Brukenthal à Sibiu en Roumanie) ;
- L'ancienne propriété de Marguerite Pelouze au Château de Chenonceau.

Au moins deux versions, celles de Sibiu et de Chenonceau, sont encore exposées comme des œuvres authentiques du Corrège.